# Brian Said
Brian Said, né le 15 mai 1973 à La Valette (Malte), est un footballeur international maltais qui évoluait au poste de défenseur.

## Sélection nationale
- 91 sélections et 5 but avec l'équipe de Malte de football entre 1996 et 2009.

### Buts internationaux
| # | Date             | Lieu                                 | Adversaire    | Résultat | Compétition                                               |
| - | ---------------- | ------------------------------------ | ------------- | -------- | --------------------------------------------------------- |
| 1 | 8 septembre 1999 | Ta' Qali Stadium, Ta' Qali           | Irlande       | 2-3      | Éliminatoires du championnat d'Europe de football 2000    |
| 2 | 16 février 2004  | Ta' Qali Stadium, Ta' Qali           | Estonie       | 5-2      | Rothmans Cup                                              |
| 3 | 8 juin 2005      | Laugardalsvöllur, Reykjavik, Islande | Islande       | 1-4      | Phase qualificative de la Coupe du monde de football 2006 |
| 4 | 8 septembre 2007 | Ta' Qali Stadium, Ta' Qali           | Turquie       | 2-2      | Éliminatoires du championnat d'Europe de football 2008    |
| 5 | 26 mars 2008     | Ta' Qali Stadium, Ta' Qali           | Liechtenstein | 7-1      | match amical                                              |